# Andrea Gargano
Andrea Amedeo Gargano (ur. 27 marca 1883 w Genui, zm. 27 stycznia 1970 tamże) – włoski zapaśnik walczący w stylu klasycznym. Dwukrotny olimpijczyk. Odpadł w czwartej rundzie w Sztokholmie 1912 i zajął dwudzieste miejsce w Paryżu 1924. Walczył w wadze średniej.

## Letnie Igrzyska Olimpijskie 1912
| Konkurencja          | Rundy eliminacyjne         | Rundy eliminacyjne              | Rundy eliminacyjne     | Rundy eliminacyjne      | Klas. końcowa |
| Konkurencja          | Przeciwnik I               | Przeciwnik II                   | Przeciwnik III         | Przeciwnik IV           | Miejsce       |
| -------------------- | -------------------------- | ------------------------------- | ---------------------- | ----------------------- | ------------- |
| 75 kg styl klasyczny | Peter Kokotowitsch (AUT) P | Anastasios Antonopoulos (GRE) Z | Willi Steputat (GER) Z | Edvin Fältström (SWE) P | IV runda      |

## Letnie Igrzyska Olimpijskie 1924
| Konkurencja          | Rundy eliminacyjne  | Rundy eliminacyjne     | Klas. końcowa |
| Konkurencja          | Przeciwnik I        | Przeciwnik II          | Miejsce       |
| -------------------- | ------------------- | ---------------------- | ------------- |
| 75 kg styl klasyczny | Paul Jahren (NOR) P | Viktor Fischer (AUT) P | 20.           |